# Bo Flower
Bo Flower (* 28. April 1982 in Karlsruhe; eigentlich Florian Bauer) ist ein deutscher Rapper der Hamburger Hip-Hop-Szene. 

## Werdegang
Bo Flower begann seine Karriere 1996 mit seiner Band Aufnahmezustand, welche drei Jahre lang durch Deutschland, Österreich und die Schweiz tourte. Aus dieser Zeit stammen die Vinyl-Maxi-Veröffentlichungen Aufnahmezustand (1999) und Burnout (2001), ein Video zu dem Song Burnout, das auf Viva und Viva Plus mehrmals ausgestrahlt wurde, rund 100 Auftritte, darunter 2001 als Eröffner des größten europäischen Hip-Hop- und Reggae-Festival Splash in Chemnitz, sowie diversen Beiträgen auf Mixtapes. 2003 trennte sich die Gruppe.
Danach begann er in Hamburg eine Karriere als Solokünstler. Im Jahr 2004 veröffentlichte er sein erstes Soloalbum Nimm’s persönlich gratis auf seiner Homepage, da er dafür kein Label fand und sich die Produktion nicht leisten konnte. Aus diesem Album heraus entwickelte sich das 2005 veröffentlichte Album Heile Welt, welches er über das mit TemmyTon, Mac.C.Million und Fabian Friedrich gegründeten Label Schmuf Hamburg herausbrachte. Über das Label erschien im Oktober 2004 der Schmuf Hamburg Sampler Vol. 1. Im Frühjahr 2005 folgten dann der Dreh von Bo Flowers erstem Video zu der Single Tötet Sw***ty und anschließend das zweite Soloalbum Heile Welt im September 2005. Im Jahre 2006 bezog er mit dem Label Schmuf Hamburg das Musikzentrum St. Pauli, gründete seinen eigenen Onlineshop und -vertrieb und veröffentlichte im Dezember 2006 den Schmuf Hamburg Sampler Vol. 2 mit einer Video-Auskopplung Ooh.
Vom 22. März bis 9. Juni 2007 war er zusammen mit Temmyton und DJ Fanic auf Tournee in Deutschland und der Schweiz.
Seit 2008 geht Bo Flower seinen eigenen Weg ohne das Label Schmuf Hamburg weiter, das am 1. Januar 2008 aufgelöst wurde.
Für die Hilfsorganisation Viva con Agua produzierte er den Song Viva con Agua feat. Irie Révoltés und Toni-L und Walk with Us featuring Gentleman, Mellow Mark uvm.
Außerdem nahm er am „Wasser!Marsch“ teil und ging 2008 in 40 Tagen zu Fuß von Hamburg nach Basel zum Eröffnungsspiel der Fußball-EM.
Sein Song Von Mensch zu Mensch zum Thema Organspende wurde zum namensgebenden Song einer Kampagne von EMI Music Publishing und der Techniker Krankenkasse. Für das Thema ist er viel unterwegs und engagiert sich für den Verein www.music-for-life.de.
Unter anderem traf er bei seinen Reisen auf Ulla Schmidt, Wolf-Dieter Poschmann und viele mehr und trat unter anderem im Bundesgesundheitsministerium auf. Am 4. Oktober 2009 trat er am Brandenburger Tor auf der großen Open-Air-Bühne auf.
Im September 2009 trat er als Musikproduzent in der Serie Rap Akademie – Junge Dichter und Denker neben Curse, Thomas D. und Ralf Bauer in Erscheinung. Er produzierte auch den Song, der vor 5 Millionen Zuschauern in der ARD-Samstagabendsendung Frag doch mal die Maus präsentiert wurde.
Er ist weiter als einer der Produzenten des Projekts Junge Dichter und Denker mit Thomas D aktiv, wie bereits seit 2006.
Am 7. März 2014 veröffentlichte er unter Verzicht auf sein Pseudonym als Flo Bauer das Album Leise Töne. Dabei unterstützen ihn unter anderem Jesper Jürgens, einst Kandidat bei The Voice of Germany, der Sänger Begavi, der Piano-Spieler Johannes Arzberger und Deniz, der beim Bonustrack zur TK-Aktion Von Mensch zu Mensch mitwirkt.

## Diskografie
- 2004: Nimm’s persönlich (Download-Album)
- 2005: Tötet Sw***ty (CD-Single)
- 2005: Heile Welt (CD-Album)
- 2011: Flo Bauer (CD-Album)
- 2014: Leise Töne (CD-Album)

Sonstige
- 1999: Aufnahmezustand (Aufnahmezustand)
- 1999: Reimliga Tape (Aufnahmezustand)
- 2000: Just Rockin Records Sampler (Aufnahmezustand)
- 2001: Karlsrules 2 Sampler (Aufnahmezustand - Karlsrules)
- 2001: Burnout (Aufnahmezustand)
- 2002: Kickin Ya Ass Mixtape (Executive Producer)
- 2004: Nimm’s persönlich (Internetrelease)
- 2004: Schmuf Hamburg Sampler Vol. 1 (diverse Beiträge und Executive Producer)
- 2005: Bandits Dresden Mixtape (Ihr redet RMX)
- 2006: Toastar EP (Bo Flower Remix "Königin meiner Träume")
- 2006: Schmuf Hamburg Sampler Vol.2 (diverse Beiträge und Executive Producer; Mastering)
- 2007: TemmyTon - Komma aufn Punkt (diverse Features, Beats und Executive Producer. Mix und Mastering)
- 2007: Viva con Agua - Diverse (Producer, Rap-Part, Mix und Mastering)
- 2008: Afro Hesse - Mehr als Musik - Track "Hypnose" (Producer, Rap, Mix und Mastering)
- 2008: Viva con Agua - Walk with us feat. Gentleman, Mellow Mark, Toni-L, Irie Revoltes, Damion Davis, Flowin Immo uvm. (Producer, Rap-Part, Mix und Mastering)
- 2008: Von Mensch zu Mensch feat. Deniz (Digital Release) (Producer, Rap, Mix und Mastering)
- 2011: Wo Wo Wo (EP)
- 2011: Magenta (EP)